# Scotorythra euryphaea
Scotorythra euryphaea là một loài bướm đêm trong họ Geometridae.